# Stupinigi
Stupinigi este o arie protejată (arie specială de conservare — SAC, sit de importanță comunitară — SCI) din Italia întinsă pe o suprafață de 1.731 ha, integral pe uscat.

## Localizare
Centrul sitului Stupinigi este situat la coordonatele 44°58′52″N 7°35′31″E / 44.981°N 7.592°E.

## Înființare
Situl Stupinigi a fost declarat sit de importanță comunitară în septembrie 1995 pentru a proteja 20 de specii de animale. Situl a fost protejat și ca arie specială de conservare în februarie 2017.

## Biodiversitate
Situată în ecoregiunea continentală, aria protejată conține 9 habitate naturale: Pajiști cu Molinia pe soluri calcaroase, turboase sau argilos-nămoloase (Molinion caeruleae), Păduri aluvionare cu Alnus glutinosa și Fraxinus excelsior (Alno-Padion, Alnion incanae, Salicion albae), Fânețe de joasă altitudine (Alopecurus pratensis, Sanguisorba officinalis), Pajiști uscate europene, Lacuri eutrofice naturale cu vegetație de tip Magnopotamion sau Hydrocharition, Păduri mixte riverane de Quercus robur, Ulmus laevis și Ulmus minor, Fraxinus excelsior sau Fraxinus angustifolia, de-a lungul marilor râuri (Ulmenion minoris), Ape stătătoare oligotrofe până la mezotrofe, cu vegetație de Littorelletea uniflorae și/sau de Isoëto-Nanojuncetea, Ape puternic oligomezotrofe cu vegetație bentonică cu Chara spp., Păduri de stejar sau de stejar și carpen sub-atlantice și medio-europene de Carpinion betuli.
La baza desemnării sitului se află mai multe specii protejate:
- păsări (15): ciocârlie-de-câmp (Alauda arvensis), barză albă (Ciconia ciconia), erete vânăt (Circus cyaneus), erete cenușiu (Circus pygargus), porumbel de scorbură (Columba oenas), dumbrăveancă (Coracias garrulus), ciocănitoare neagră (Dryocopus martius), șoim călător (Falco peregrinus), șoimul rândunelelor (Falco subbuteo), sfrâncioc roșiatic (Lanius collurio), gaia neagră (Milvus migrans), viespar (Pernis apivorus), sitar de pădure (Scolopax rusticola), silvie de zăvoi (Sylvia borin), sturz-cântător (Turdus philomelos)
- amfibieni (1): Triturus carnifex
- nevertebrate (3): croitorul mare al stejarului (Cerambyx cerdo), rădașcă (Lucanus cervus), fluturele purpuriu (Lycaena dispar)
- pești (1): Telestes muticellus

Pe lângă speciile protejate, pe teritoriul sitului au mai fost identificate 3 specii de plante, 35 de specii de păsări, 6 specii de amfibieni, 12 specii de mamifere, 8 specii de nevertebrate, 1 specie de pești, 6 specii de reptile.